# Chrynów
Chrynów – nieistniejąca obecnie wieś i osada wojskowa w gminie Grzybowica, powiat włodzimierski w województwie wołyńskim.
Osada polska, licząca 14 gospodarstw, powstała z parcelacji majątku Chrynów, własności Kazimierza Pohoreckiego.
11 lipca 1943 r. podczas napadu UPA i ukraińskiej policji pomocniczej zamordowanych zostało w kościele 150 Polaków. Po tygodniu wszystkie budynki i kościół zostały spalone.